# Schlosspark Seebenstein

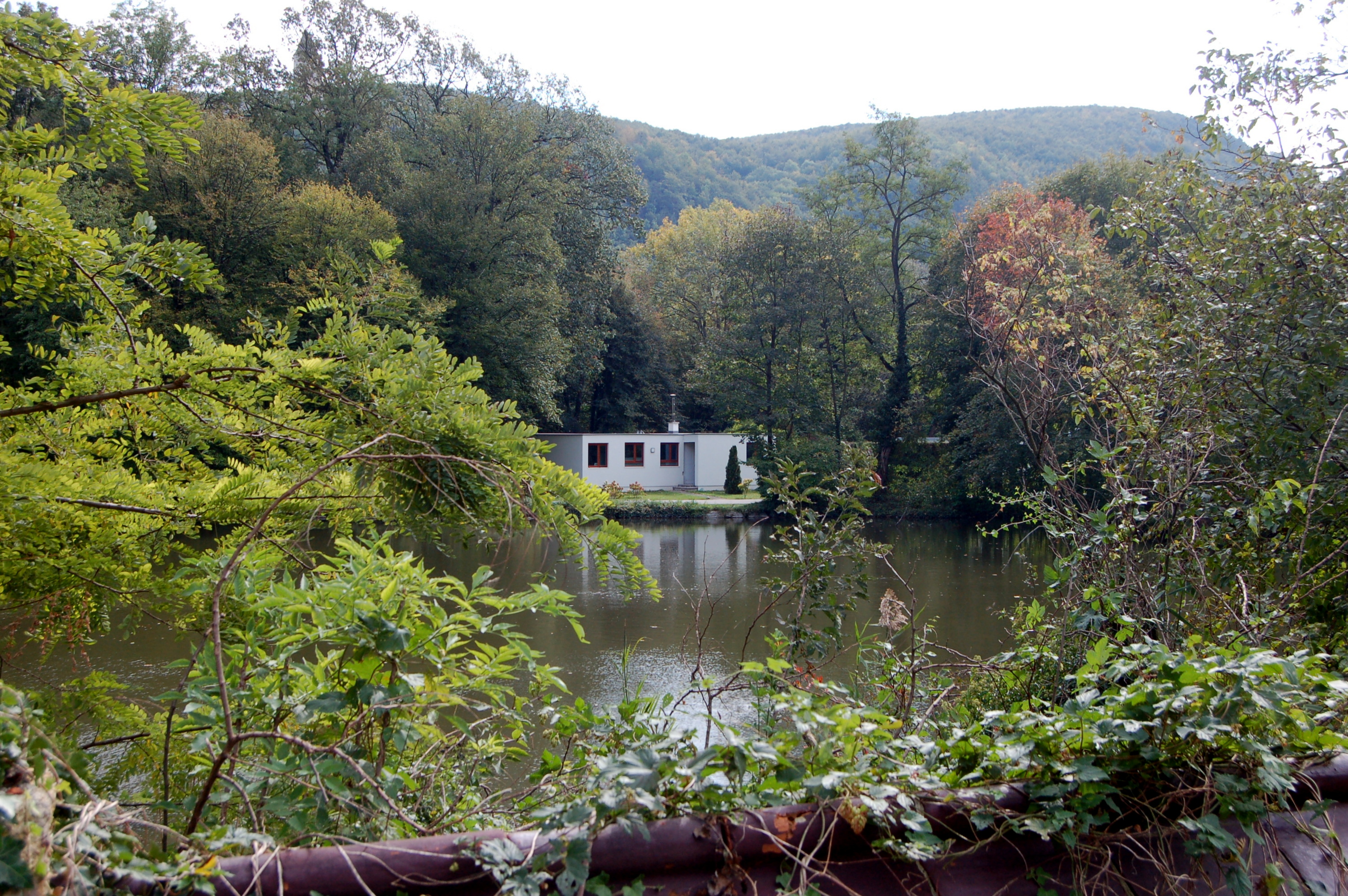
Schlosspark mit Weiher und Bungalow

Der Schlosspark Seebenstein ist ein Park in Seebenstein in Niederösterreich. Der Park ist rund 20 Hektar groß, besteht aus Rasenflächen, Gehölzgruppen, Waldstücken, einem Weiher und einem Bachlauf sowie weitläufigen Spazierwegen.
Von der ursprünglichen Gestalt eines typischen englischen Landschaftsgartens ist wegen einschneidender Eingriffe in der Vergangenheit nur noch wenig zu erkennen. Die letzte tiefgreifende Veränderung erfuhr der Park durch den Bau von 60 über das Gelände verstreuten Bungalows in den 1960er Jahren. Erhalten ist allerdings ein Teil des alten Baumbestandes, wie die inzwischen rund 400 Jahre alten Platanen, auf die in jüngerer Zeit durch die Anlage von Sichtachsen besonders aufmerksam gemacht wurde.
Ergänzt wurde der alte Baumbestand außerdem durch die Anpflanzung von Flügelnuss, Schwarznuss, Sumpfzypressen, Paulownia, Trauerweiden oder Eichen.

## Geschichte
Nachdem die Höhenburg als unkomfortabel empfunden wurde, ließ Johann Baptist von Pergen 1694 unterhalb der Burg Seebenstein nahe der Mühle rechtsseitig der Pitten ein kleines Schloss errichten. Am gegenüberliegenden Ufer wurde um 1730 ein weitläufiger Schlosspark in englischem Stil angelegt. Das „Neue Schloss“ wurde 1964/65 bis auf einen verfallenen zweigeschoßigen Komplex des späten 19. Jahrhunderts abgerissen. Erhalten ist der ehemalige Wirtschaftshof des Neuen Schlosses am Eingang zum Schlossgarten am Südrand des Ortes (Bahnstraße 59), der im Kern auf das 17. Jahrhundert zurückgeht und im 18. Jahrhundert erweitert, im vierten Viertel des 19. Jahrhunderts um- und ausgebaut wurde. Die Siedlungsgenossenschaft Aichfeld ließ in der zweiten Hälfte der 1960er im Schlosspark eine Siedlung mit 60 Einheiten errichten, wofür der damals noch weitgehend unbekannte Architekt Harry Glück gewonnen werden konnte. Ausgeführt wurden 84 m² große Bungalows aus Gasbeton mit Flachdächern, die mit innovativen Türen und Schiebefenstern ausgestattet sind. Zwischen den Bungalows gibt es keine Zäune, denn sämtliche Grünflächen stehen im Gemeinschaftseigentum.